# 過渡主權委員會
過渡主權委員會（阿拉伯语：‎) 是苏丹的集体国家元首，自2019年8月20日起開始設立，为期39月。根据蘇丹宪法宣言草案第 10.(b) 条，委员会由自由与变革力量联盟选出的五名文职人员以及過渡軍事委員會选出的五名军事代表和一名文职人员组成。根据第 10.(c) 条，前21个月的主席是军方代表阿卜杜勒·法塔赫·布尔汉，其余18个月的主席将是文职官員。主权委员会的成員主要是男性，女性只有两名成员。根据蘇丹宪法宣言草案第19条，11名主权委员会成员没有资格参加蘇丹过渡期之后的蘇丹选举。为期39个月的过渡期计划于2022年11月结束。2021年10月24日，苏丹军方發動軍事政變，主权委员会被解散。 
同年的11月11日，蘇丹主權委員會重組，阿卜杜拉·布爾漢繼續出任主權委員會主席，而短暫被軟禁的總理哈姆杜克亦官復原職，不過新組成的主權委員會軍方成員不變，文官成員就更換了大部分，只有1人留任，同時代表蘇丹東部的1席文官代表懸空，使得文官數目比軍人代表為少。自從軍方發動政變以來，民間不斷有示威抗議，軍方以武力鎮壓示威者，造成多人死亡。

## 背景
在经历了半年多的2018—2019年苏丹示威以及2019年苏丹政变，蘇丹總統奥马尔·巴希尔下台，權力被移交給過渡軍事委員會之后，过渡军事委员会和自由与变革力量联盟於2019年7月达成了政治协议。2019年8月，根據《宪法宣言草案》第9.(a)条和第10.(a)条，国家元首的职责移交给了主权委员会。